# Caroline Kilel
Caroline Cheptanui Kilel  (née le 21 mars 1981) est une athlète kényane, spécialiste des courses de fond.

## Biographie
En 2009, lors des Championnats du monde de semi-marathon de Birmingham, Caroline Kilel se classe quatrième de l'épreuve individuelle, et première de l'épreuve par équipes, en compagnie de Mary Keitany et Philes Ongori.
En 2011, elle remporte le Marathon de Boston dans le temps de 2 h 22 min 36 s, devant l'Américaine Desiree Davila et la Kényane Sharon Cherop. Elle obtient par ailleurs deux victoires au Marathon de Francfort, en 2010 et 2013.
Elle remporte la médaille d'argent des Jeux du Commonwealth de 2014, à Glasgow, devancée par sa compatriote Flomena Cheyech.

## Palmarès
| Date | Compétition                            | Lieu       | Résultat | Épreuve     | Temps           |
| ---- | -------------------------------------- | ---------- | -------- | ----------- | --------------- |
| 2005 | Marathon de Nairobi                    | Nairobi    | 1re      | Marathon    | 2 h 36 min 8 s  |
| 2009 | Championnats du monde de semi-marathon | Birmingham | 4e       | Individuel  | 1 h 8 min 16 s  |
| 2009 | Championnats du monde de semi-marathon | Birmingham | 1re      | Par équipes |                 |
| 2011 | Marathon de Boston                     | Boston     | 1re      | Marathon    | 2 h 24 min 34 s |
| 2014 | Jeux du Commonwealth                   | Glasgow    | 2e       | Marathon    | 2 h 27 min 10 s |
| 2015 | Marathon de Boston                     | Boston     | 6e       | Marathon    | 2 h 26 min 40 s |

## Records personnels
| Épreuve  | Performance     | Lieu      | Date            |
| -------- | --------------- | --------- | --------------- |
| Marathon | 2 h 22 min 34 s | Francfort | 27 octobre 2013 |